# C/2018 F1 Grauer
C/2018 F1 Grauer è una cometa non periodica scoperta il 17 marzo 2018 dall'astronomo statunitense Albert D. Grauer: già al momento dell'annuncio della sua scoperta erano state trovate immagini di prescoperta risalenti al 22 dicembre 2017.